# Hrachya Kochar
Hrachya Kochar ou Hratchya Kotchar (en arménien : Հրաչյա Քոչար), , né Hrachya Kochari Gabrielyan le 19 janvier 1910 et mort le 2 mai 1965, est un écrivain et publiciste arménien. Il remporte le premier prix d'État de la RSS d'Arménie pour son roman Nahapet, adapté en film en 1977.

## Biographie
Hrachya Gabrielyan est né en 1910 dans l'Empire ottoman, dans le village de Kumlubucak (maintenant situé dans le district de Taşlıçay de la province d'Ağrı en Turquie), historiquement situé dans la province de Bagrevand en Arménie occidentale. Il perd ses deux parents dans le génocide arménien : sa mère meurt lors de leur fuite vers l'Arménie orientale, tandis que son père, Kochar, également connu sous le nom de Kocho, qui a combattu dans l'armée d'Andranik, décède en 1918. Hrachya Kochar choisit son pseudonyme en l'honneur de son père. Avec d'autres personnes de son village, Hrachya réussit à échapper aux massacres et à atteindre l'Arménie orientale. Il travaille comme berger et puiseur dans les mines d'Alaverdi. Il déménage ensuite à Erevan et est accepté à la faculté de philologie de l'université d'État d'Erevan.
Il publie son premier récit, intitulé Khaje, en 1931 dans le mensuel Nor Ughi . En 1934, il dirige le journal en langue kurde Ria Taza. Il devient membre de l'Union des écrivains soviétiques en 1934 et du Parti communiste en 1939. En 1939, il est pénalisé par le parti et reste au chômage, jusqu'à ce que Martiros Saryan lui trouve un emploi au Comité pour la préservation des monuments historiques. Kochar a voyagé à travers l'Arménie pour enquêter sur l'état des monastères et chapelles arméniens, résumant ses découvertes dans L'Album-Guide des régions de Goris et Sisian.
De 1941 à 1945, Kochar sert dans l'Armée rouge et  participe à la Seconde Guerre mondiale. Les écrits de Kochar du front ont été publiés dans une série de recueils, à commencer par Herosneri tsnunde ("La naissance des héros") en 1942. L'une de ses nouvelles écrites pendant la guerre, La sœur du général, est publiée dans la Pravda en 1945, et sera traduite en 24 langues. Il publie le Livre Blanc, où figurent les nouvelles : Le Nahapet, Le Désir et Le Pont de l'Euphrate.
De 1946 à 1951, il est secrétaire de l'Union des écrivains d'Arménie et rédacteur en chef du mensuel Sovetakan Grakanutyun (Littérature soviétique). En 1954, il édite le magazine satirique Vozni. Kochar a écrit le scénario du film Hyusisayin Tsiatsan (Northern Rainbow, Hayfilm, 1961). Ses œuvres ont été traduites en russe et dans d'autres langues. Il est mort à Erevan en 1965.

## Prix
- Ordre de l'Étoile rouge
- Prix d'État de la RSS d'Arménie pour le roman Le Nahapet.